# چاینا وایت
چاینا وایت (به انگلیسی: China White) با نام اصلی شیئن نا وِی، یک شخصیت خیالی شرور بزرگ در کتاب‌های کامیک آمریکایی منتشر شده توسط دی‌سی کامیکس است که در درجه اول به عنوان دشمن شخصیت ابرقهرمان گرین ارو در سال‌های اولیه حضورش محسوب می‌شد. این شخصیت توسط اندی دیگل و جاک خلق شده‌است که برای اولین بار در شمارهٔ ۳ از مجموعه کمیک گرین ارو: سال اول (اکتبر ۲۰۰۷) حضور پیدا کرد. او بیشتر برای داشتن خشونت و سرشت سرد و بی‌روح خود شناخته شده‌است.
اگرچه نام واقعی او شیئن نا وِی است و همه او را به این نام صدا می‌زنند، به غیر از الیور کوئین که وقتی هکت به نام او اشاره کرد، الیور نام او را به اشتباه چاینا وایت صدا زد و از آن زمان به بعد همچنان از این نام استفاده می‌کند. کلی هو نقش چاینا وایت را در مجموعهٔ تلویزیونی ارو ایفا کرده‌است.